# Refat Czubarow
Refat Abdurachmanowycz Czubarow, ukr. Рефат Абдурахманович Чубаров, krymskotat. Refat Abdurahman oğlu Çubarov, łot. Refats Čubarovs (ur. 22 września 1957 w Samarkandzie) – ukraiński polityk, archiwista i działacz społeczny narodowości tatarskiej, wiceprzewodniczący i następnie przewodniczący Medżlisu Tatarów Krymskich.

## Życiorys
Uczył się w średniej szkole technicznej w Symferopolu, później pracował jako murarz w Mołdawii. W 1983 ukończył studia w instytucie historyczno-archiwalnym w Moskwie, po czym został zatrudniony w centralnym archiwum państwowym Łotewskiej SRR w Rydze (pełnił m.in. obowiązki dyrektora). W 1989 wybrano go w skład rady deputowanych ludowych Rygi (mandat radnego sprawował też w niepodległej Łotwie do 1994, był członkiem frakcji Łotewskiego Frontu Ludowego).
Pod koniec lat 80. zaangażował się w działalność na rzecz tożsamości narodowej Tatarów, zasiadając w państwowej komisji ds. Tatarów krymskich przy Radzie Ministrów ZSRR (1990–1991), a później pełniąc obowiązki przewodniczącego centralnej rady ruchu narodowego Tatarów krymskich (1991–1993). W 1994 wyjechał na Krym. W tym samym roku wybrano go do Rady Najwyższej Autonomicznej Republiki Krymu. Stanął na czele frakcji deputowanych tatarskich „Kurułtaj”, pełnił obowiązki wiceprzewodniczącego rady. W 1997 zasiadł w padzie ds. polityki językowej przy prezydencie Ukrainy (funkcję tę pełnił do 2001). W 1998 uzyskał mandat posła do Rady Najwyższej Ukrainy. Po raz kolejny wybierany był w 2002 i 2006 z ramienia Bloku Nasza Ukraina (jako kandydat Ludowego Ruchu Ukrainy). Bez powodzenia ubiegał się o reelekcję w 2007 z listy bloku Nasza Ukraina-Ludowa Samoobrona.
Objął obowiązki wiceprzewodniczącego Medżlisu Tatarów Krymskich oraz Rady Przedstawicieli Narodu Krymskotatarskiego. W 2005 został członkiem komisji ds. obywatelstwa przy prezydencie Ukrainy. W 2006 zasiadł w radzie ds. polityki narodowościowej. W 2013 powierzono mu funkcję przewodniczącego Medżlisu Tatarów Krymskich.
W październiku 2014 bez powodzenia kandydował na posła z listy Bloku Petra Poroszenki. W grudniu tegoż roku został nominowany przez prezydenta Petra Poroszenkę (wraz z Jewhenem Zacharowem i Jarosławem Hrycakiem) na członka komisji konkursowej Narodowego Biura Antykorupcyjnego Ukrainy. W maju 2015 objął wakujący mandat w Radzie Najwyższej VII kadencji, który wykonywał do 2019.

## Odznaczenia
- Order Wolności (2017)[2]
- Order Księcia Jarosława Mądrego stopnia IV (2009)[3] i V (2007)[4]
- Order „Za zasługi” stopnia I (2005)[5] i II (2002)[6]